# Ciclone Kamba
O ciclone Kamba (designação do JTWC: 23S; também conhecido como ciclone tropical intenso Kamba) foi um intenso ciclone tropical que esteve presente no Oceano Índico centro-sul durante a primeira quinzena de Março de 2008. Kamba foi o décimo terceiro sistema tropical, o décimo primeiro sistema tropical nomeado, o sétimo ciclone com ventos constantes (em 1 minuto) superiores a 120 km/h e o quarto ciclone tropical de grande intensidade da temporada de ciclones no Oceano Índico sudoeste de 2007-08. Kamba formou-se de uma persistente área de convecção enquanto ainda estava na área de responsabilidade do Centro de Aviso de Ciclone Tropical (CACT) de Perth em 5 de março de 2008 e encontrou condições favoráveis no Oceano Índico centro-sul.
Por estar em todo o seu período de existência em mar aberto, Kamba não afetou a costa e, portanto, nenhuma casualidade foi registrada em associação ao ciclone.

## História meteorológica

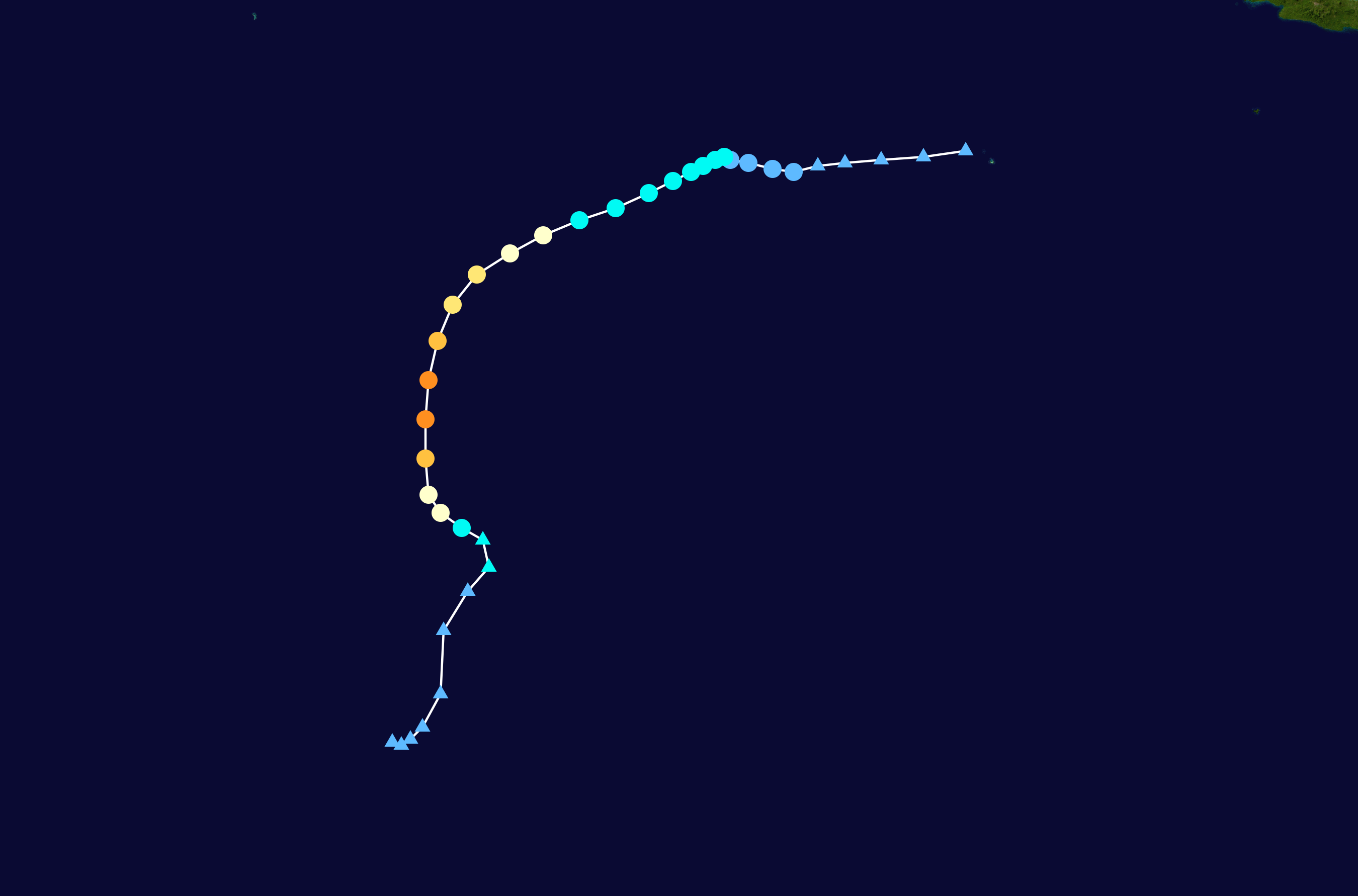
O caminho de Kamba

Uma área de distúrbios meteorológicos formou-se a leste do meridiano 90°L, ainda na área de responsabilidade do Centro de Aviso de Ciclone Tropical (CACT) de Perth. Seguindo lentamente para oeste, a área de convecção adentrou na área de responsabilidade do Centro Meteorológico Regional Especializado de Reunião. Em 7 de Março, o CMRE de Reunião classificou esta área como a perturbação tropical 13R. Inicialmente, fortes ventos de cisalhamento gerados por uma crista de altos níveis a sudeste do sistema impediram um maior desenvolvimento do sistema, deixando o centro da circulação de baixos níveis parcialmente exposto. Logo depois, o Joint Typhoon Warning Center (JTWC) emitiu um alerta de formação de ciclone tropical sobre o sistema em desenvolvimento. Dez horas depois, o CMRE de Reunião classificou a perturbação como a depressão tropical 13R. O centro do sistema tinha sido relocado para uma área mais oriental no sistema. No começo da madrugada de 8 de Março, os ventos de cisalhamento verticais diminuíram grandemente. Com isso, o JTWC começou a emitir avisos regulares sobre o ciclone tropical 24S (Kamba). O padrão de nuvens tornou-se mais organizado em imagens de satélite, apesar dos ventos de cisalhamento terem diminuindo, mas que ainda abatiam o sistema pelo seu semicírculo oriental. No começo da madrugada de 9 de Março, a Météo-France classificou a depressão como a tempestade tropical moderada 13R. No entanto, a sub-regional de Maurícia, naquele momento, não tinha classificado ainda o sistema. Naquele momento, apesar do padrão de nuvens ter se organizado significativamente, o sistema ainda era abatido por ventos de cisalhamento orientais. O sistema continuou a se organizar devido a uma significativa diminuição dos ventos de cisalhamento. Com isso, o centro da circulação de altos níveis tornou-se mais bem definida. Com isso, a sub-regional de Maurícia deu-lhe o nome Kamba. Continuando a seguir pela periferia noroeste de uma alta subtropical de altos níveis, Kamba começou a sofrer rápida intensificação e foi classificada como uma tempestade tropical intensa. Um olho de altos níveis começou a se formar no interior das áreas de convecção. Neste momento, o recém-formado olho de altos níveis estava um pouco deslocado do centro da circulação de baixos níveis. No começo da madrugada de 10 de Março, Kamba continuou a se intensificar rapidamente e desenvolveu um olho bem definido, continuando a seguir para sudoeste pela periferia noroeste e oeste da alta subtropical. Com isso, o CMRE de Reunião classificou a tempestade como o ciclone tropical Kamba. Durante 10 de Março, o olho ficou claramente bem definido, com 46 km de diâmetro. Continuando a se intensificar rapidamente, o CMRE de Reunião classificou o sistema como um ciclone tropical intenso, o quarto da temporada. Por volta das 1700 UTC, Kamba atingiu o pico de intensidade, com o vento máximo sustentado em 1 minuto estimado em 215 km/h, ou com o vento máximo sustentado em 10 minutos estimados em 185 km/h.
No começo da madrugada de 11 de Março, Kamba começou a encontrar condições menos favoráveis, como ventos de cisalhamento mais fortes e águas mais frias, e seu padrão de nuvens ficou mais desorganizado. Com isso, Kamba enfraqueceu-se num ciclone tropical. A tendência de enfraquecimento se fortaleceu e por volta das 18:00 UTC assim que Kamba encontrou águas mais frias e fortes ventos de cisalhamento vindos do noroeste. As áreas de convecção ficaram limitadas a sudeste do sistema e o centro da circulação de baixos níveis tornou-se totalmente exposto e alongado. No começo da madrugada de 12 de Março, Kamba enfraqueceu-se numa tempestade tropical severa. Ao mesmo tempo, o JTWC emitiu seu último aviso sobre o ciclone tropical 24S (Kamba). Seis horas depois, Kamba enfraqueceu-se numa tempestade tropical moderada seis horas depois. A rápida tendência de enfraquecimento continuou e Kamba enfraqueceu-se numa depressão tropical em enchimento. Ao mesmo tempo, o CMRE de Reunião emitiu seu último aviso sobre o sistema.

## Preparativos e impactos
Como o ciclone manteve-se muito distante da costa, nenhum alerta costeiro foi emitido. Pelo mesmo motivo, nenhum impacto foi registrado em associação com a passagem de Kamba. Nenhum navio ou estação meteorológica registrou seus ventos ou chuva associada.